# کاظمه
کاظمه (انگلیسی: Kazma) یک منطقه در استان جهرا، کویت و در ۴۰ کیلومتری شمال شهر کویت است. این منطقه باستانی دارای تاریخی طولانی است که از دوران ساسانیان، جاهلیت و اوایل دوران اسلامی برای ایرانیان و اعراب شناخته شده است.
در سال ۶۳۳ میلادی، نبرد زنجیر بین امپراتوری ساسانی و خلافت راشدین در کویت در نزدیکی کاظمه درگرفت. در آن زمان، کویت تحت کنترل امپراتوری ساسانی بود. نبرد زنجیر اولین نبرد خلافت راشدین بود که در آن ارتش مسلمانان به دنبال گسترش مرزهای خود بودند. در این نبرد مسلمان به پیروزی رسیدند و این منطقه و خلیج کویت در اختیار مسلمانان قرار گرفت. منابع عربی قرون وسطی شامل اشارات متعددی به خلیج کویت در اوایل دوره اسلامی هستند.
این شهر به عنوان یک بندر تجاری و محل استراحت زائران در مسیرشان از عراق به حجاز عمل می‌کرد. این شهر تحت کنترل پادشاهی الحیره در عراق بود و در اوایل دوره اسلامی، خلیج کویت به عنوان منطقه‌ای حاصلخیز شناخته می‌شد.
همچنین کاظمه عمدتاً توقفگاهی برای کاروان‌هایی بود که از ایران و بین‌النهرین در مسیر شبه‌جزیره عربستان می‌آمدند. فرزدق شاعر، در شهر کاظمه متولد شد. فرزدق به‌عنوان یکی از بزرگ‌ترین شاعران کلاسیک عرب شناخته می‌شود.

## کاظمه
نویسندگان و شاعران زیادی از کاظمه در آثار خود نام برده‌اند که میتوان از امرؤالقیس، بحتری، فرزدق، مهیار دیلمی، شرف‌الدین بوصیری، بدیع‌الزمان همدانی و سید رضی نام برد.